# Riefensbeek-Kamschlacken
Riefensbeek-Kamschlacken is een dorp in de gemeente Osterode am Harz in het Landkreis Göttingen in Nedersaksen in Duitsland. Al in 1850 werden de toen nog aparte dorpen Riefensbeek en Kamschlacken samengevoegd.
Het dorp is het kleinste erkende kuuroord in de Harz. In 1972 werd het bij Osterode gevoegd. 
- Gemeinsame Normdatei: 7749876-8
- Virtual International Authority File: 237074566